# 오푸스 아방트라
오푸스 아방트라(Opus Avantra)는 이탈리아의 프로그레시브 록, 아방가르드 밴드이다. 몇몇 콘셉트 음반을 발매했다.

## 개요
오푸스 아방트라는 1973년 베네토 주에서 결성되었다. 소프라노 도넬라 델 모나코와 피아노 연주자-작곡가 알프레도 티소코, 철학자 조르조 비소또와 음악 프로듀서 레나토 마렝고가 함께했다.
밴드명은 이들의 주요 관심사인 오페라(opus) 전위 예술(avan) 전통(tra)에서 가져온 것이다. 밴드명처럼 이들은 전통을 연구하고 복원하되 현재의 언어로 재해석하는 것이 충분히 전위적일 수 있다고 생각했다. 그래서 오퍼스 아방트라는 다양한 장르와 스타일을 구사했다. 교향곡, 민요, 재즈, 실험 음악  우연성 음악 등의 요소들이 두루 발견된다. 이들의 감각은 RIO 뮤지션들에 가까웠다.
첫 앨범 Opus Avantra - Donella Del Monaco(1974)는 트리덴트 레이블에서 나왔으며 2집 Lord Cromwell Plays Suite For Seven Vices(1975)는 아티스에서 나왔다. 이들의 음반은 특히 일본에서 재발견되어 이후 일본에서의 공연을 계기로 재결성을 하였다. 그들은 루마니아에서 프리뷰를 갖고 2008년 일본에서 공연을 가졌다.
75년작 Lord Cromwell Plays Suite For Seven Vices(크롬웰이 칠죄종을 연주하다)는 칠죄종(교만, 인색, 질투, 분노, 음욕, 탐욕, 나태)을 소재로 한 컨셉트 앨범이다. 작곡은 알프레도 티소코가 만들었으며 6인조 앙상블과 4인의 보컬파트를 두었다.
도넬라 델 모나코는 마리오 델 모나코의 조카이며 파울로 시아니는 누오바 이데아에서 활동한 적이 있다.

## 앨범
- 1974 - Introspezione
- 1975 - Lord Cromwell Plays Suite For Seven Vices
- 1975 - Kátharsis (as Alfredo Tisocco, Gruppo Italiano Di Danza Libera)
- 1989 - Strata
- 1995 - Lyrics
- 2003 - Live Concert Excerpts[4]
  - 2002 - Opus Magnum (4CD collection including solo work by Alfredo Tisocco)
  - 2003 - Omega (4CD collection including solo work by Alfredo Tisocco)

## 같이 보기
- 프로그레시브 록
- 실험 음악